# Vuelta al Táchira 1972
La 7.ª edición de la Vuelta al Táchira se disputó desde el 09 hasta el 18 de enero de 1972.
Perteneció al calendario de la Federación Venezolana de Ciclismo. El recorrido contó con 10 etapas y 1120 km, transitando por los estados Barinas, Mérida y Táchira.
El ganador fue el colombiano Miguel Samacá del equipo Selección de Colombia, quien fue escoltado en el podio por Rafael Niño y Fabio Acevedo.
Las clasificaciones secundarias fueron; José Vera la montaña, el sprints para Rafael Niño, y la clasificación por equipos la ganó Selección de Colombia.

## Equipos participantes
Participaron varios equipos conformados por entre 6 y 8 corredores, con equipos de Venezuela, México, Guatemala y Colombia.
| - Lotería del Táchira - Equipo de Táchira Ministerio de Obras Públicas - Equipo Industrial - Comercial Táchira - Club Daza Táchira - Club Jáuregui Uribante Táchira - Club Táchira - Municipio Rubio Táchira - Club Bolívar Táchira - Selección de Carabobo - Selección de Barinas - Selección de Trujillo - Selección de Portuguesa - Selección de Mérida - Selección de Municipio Lobatera | - Selección de Colombia - Selección de México - Selección de Guatemala - Selección de Panamá |

## Etapas
| Etapa | Fecha       | Recorrido                     | Km  | Ganador          | Lider            |
| 1ª    | 9 de enero  | Circuito en San Cristóbal     | 70  | Domingo Guerrero | Domingo Guerrero |
| 2ª    | 10 de enero | San Cristóbal - Santa Bárbara | 150 | Froilán Sosa     | Domingo Guerrero |
| 3ª    | 11 de enero | CRI de El Corozo a Barinas    | 26  | Miguel Samacá    | Santos Bermúdez  |
| 4ª    | 12 de enero | Circuito en Barinas           | 50  | Néstor Nieto     | Santos Bermúdez  |
| 5ª    | 13 de enero | Barinas - Mérida              | 178 | Miguel Samacá    | Miguel Samacá    |
| 6ª    | 14 de enero | Mérida - Tovar                | 91  | Víctor Rubiano   | Miguel Samacá    |
| 7ª    | 15 de enero | Tovar - La Grita              | 140 | Antonio Bacca    | Miguel Samacá    |
| 8ª    | 16 de enero | La Grita - Rubio              | 139 | Santos Bermúdez  | Miguel Samacá    |
| 9ª    | 17 de enero | Rubio - Táriba                | 139 | Nicolás Reidtler | Miguel Samacá    |
| 10.ª  | 18 de enero | Táriba - San Cristóbal        | 171 | José Vera        | Miguel Samacá    |

## Clasificaciones

### Clasificación general
| Posición | Ciclista         | Equipo                       | Tiempo     |
|          | Miguel Samacá    | Selección de Colombia        | 33:24:53   |
| 2º       | Rafael Niño      | Selección de Colombia        | + 00:02:55 |
| 3º       | Fabio Acevedo    | Selección de Colombia        | + 00:05:45 |
| 4º       | Nicolás Reidtler | Lotería del Táchira          | + 00:06:36 |
| 5º       | Álvaro Pachón    | Selección de Colombia        | + 00:08:05 |
| 6º       | Arnulfo González | Selección de México          | + 00:12:28 |
| 7º       | Néstor Nieto     | Ministerio de Obras Públicas | + 00:16:28 |
| 8º       | Santos Bermúdez  | Lotería del Táchira          | + 00:18:38 |
| 9º       | Marcos Avendaño  | Lotería del Táchira          | + 00:21:36 |
| 10º      | Mario Nufio      | Selección de Guatemala       | + 00:28:30 |

### Clasificación de la montaña
| Posición | Ciclista         | Equipo                | Puntos |
|          | José Vera        | Selección de Trujillo | 20     |
| 2°       | Miguel Samacá    | Selección de Colombia | 20     |
| 3°       | Arnulfo González | Selección de México   | 20     |

### Clasificación de las metas volantes
| Posición | Ciclista      | Equipo                | Puntos |
|          | Rafael Niño   | Selección de Colombia | 40     |
| 2°       | Fernando Vera | Bandera de Venezuela  | 30     |
| 3°       | Erasmo Parra  | Bandera de Venezuela  | 25     |

### Clasificación por equipos[2]
| Posición | Equipo                       | Tiempo    |
|          | Selección de Colombia        | 100:22:39 |
| 2°       | Lotería del Táchira          | 101:30:10 |
| 3°       | Ministerio de Obras Públicas | 102:12:48 |